# Isla Changuu
Changuu también conocida como Kibandiko, Isla la prisión o la Isla de la cuarentena) es una pequeña isla a 3,5 millas (5,6 km) al noroeste de Ciudad de Piedra (Stone Town), Unguja, Zanzíbar. La isla es de alrededor de 800 metros de largo y 230 m en su punto más ancho. La isla fue usada como una prisión para los esclavos rebeldes en 1860 y también funcionaba como una mina de coral. El primer ministro británico de Zanzíbar, Lloyd Mathews, compró la isla en 1893 y construyó un complejo penitenciario de allí. No hubo prisioneros alojados en la isla siempre y en su lugar se convirtió en un centro de cuarentena para los casos de fiebre amarilla.